# Pittsburgh Ironmen
Pittsburgh Ironmen (en español; Hombres de Hierro de Pittsburgh) fue un antiguo equipo de la Basketball Association of America, liga que posteriormente se convertiría en la NBA, con base en Pittsburgh, Pensilvania. Finalizaron su única temporada en la liga en 1946-47 con un récord de 15-45, finalizando en la quinta y última plaza de la división Oeste.
Su estadio era el Duquesne Gardens.

## Trayectoria
| Temporada                | G                        | P                        | %                        | Playoffs                 | Resultado                |
| Pittsburgh Ironmen (BAA) | Pittsburgh Ironmen (BAA) | Pittsburgh Ironmen (BAA) | Pittsburgh Ironmen (BAA) | Pittsburgh Ironmen (BAA) | Pittsburgh Ironmen (BAA) |
| ------------------------ | ------------------------ | ------------------------ | ------------------------ | ------------------------ | ------------------------ |
| 1946-47                  | 15                       | 45                       | .250                     | No se clasificó          | -                        |

- Datos: Q3154554